# Brus Laguna
Brus Laguna – gmina (municipio) w północno-wschodnim Hondurasie, w departamencie Gracias a Dios. W 2010 roku zamieszkana była przez około 14,3 tys. mieszkańców. Siedzibą administracyjną jest miejscowość Brus Laguna.

## Położenie
Gmina położona jest w północnej części departamentu. Graniczy z gminami:
- Wampusirpe od południa,
- Ahuas od wschodu,
- Juan Francisco Bulnes i Iriona od zachodu.

Od północy obszar ogranicza Ocean Atlantycki.

## Miejscowości
Według Narodowego Instytutu Statystycznego Hondurasu na terenie gminy położone były następujące miejscowości:
- Brus Laguna
- Barra Patuca
- Belén
- Cocobila
- Las Marías
- Nueva Jerusalén
- Río Plátano